# Ivana Jorović
Ivana Jorović (Servisch: Ивана Јоровић) (Čačak, 3 mei 1997) is een tennisspeelster uit Servië. Jorović begon met tennis toen zij zeven jaar oud was. Haar favoriete ondergrond is hardcourt. Zij speelt rechtshandig en heeft een tweehandige backhand. Zij was actief in het internationale tennis van 2012 tot en met 2022.

## Loopbaan
Bij de junioren bereikte zij in 2014 tweemaal een grandslamfinale: op het Australian Open in het meisjesdubbelspel (samen met de Britse Katie Boulter) en op Roland Garros in het meisjesenkelspel; zij verloor daar van Russin Darja Kasatkina. Op 9 juni van dat jaar bereikte zij de eerste plaats van de wereldranglijst bij de junioren.
In de periode 2015–2021 maakte Jorović deel uit van het Servische Fed Cup-team – zij behaalde daar een winst/verlies-balans van 13–10. Door in 2015 de Wereldgroep II play-offs te winnen van Paraguay, speelde zij in februari 2016 in de eerste ronde van Wereldgroep II – zij verloor haar enkelspel-rubber van Garbiñe Muguruza, en het team verloor van Spanje.
Op 11 april 2016 kwam Jorović binnen in de top 150 van de WTA-ranglijst. In mei/juni van dat jaar speelde zij voor het eerst op een WTA-hoofdtoernooi, op het toernooi van Bol – zij bereikte er de tweede ronde. In 2018 slaagde zij erin om via het kwalificatietoernooi de hoofdtabel van het Australian Open te bereiken en haar eerste grandslampartij te spelen – deze verloor zij van de als vierde geplaatste Oekraïense Elina Svitolina.
In maart 2019 bereikte Jorović de top 100 van de WTA-ranglijst. In juli van dat jaar won zij haar enige grandslampartij, op Wimbledon – in de eerste ronde versloeg zij de Nederlandse Lesley Kerkhove.
In 2021 nam Jorović deel aan de Olympische spelen in Tokio – zij kwam niet verder dan de eerste ronde.
Haar hoogste notering is de 86e plaats, die zij bereikte in juli 2019.

## Posities op deWTA-ranglijst
Positie per einde seizoen:
| jaar | rang enkelspel | rang dubbelspel |
| ---- | -------------- | --------------- |
| 2012 | 761            | –               |
| 2013 | 850            | –               |
| 2014 | 452            | –               |
| 2015 | 219            | 520             |
| 2016 | 146            | 357             |
| 2017 | 183            | 674             |
| 2018 | 185            | 695             |
| 2019 | 106            | 607             |
| 2020 | 193            | 641             |
| 2021 | 486            | 568             |
| 2022 | 500            | 516             |

## Resultaten grandslamtoernooien
| Legenda | Legenda                          |
| ------- | -------------------------------- |
| g.t.    | geen toernooi gehouden           |
| l.c.    | lagere categorie                 |
| –       | niet deelgenomen                 |
| G       | uitgeschakeld in de groepsfase   |
| 1R      | uitgeschakeld in de eerste ronde |
| 2R      | uitgeschakeld in de tweede ronde |
| 3R      | uitgeschakeld in de derde ronde  |
| 4R      | uitgeschakeld in de vierde ronde |
| KF      | uitgeschakeld in de kwartfinale  |
| HF      | uitgeschakeld in de halve finale |
| F       | de finale verloren               |
| W       | het toernooi gewonnen            |
| w-v     | winst/verlies-balans             |

### Enkelspel
| toernooi        | 2018 | 2019 |    | 2021 |
| --------------- | ---- | ---- | -- | ---- |
| Australian Open | 1R   | –    | –  |      |
| Roland Garros   | –    | 1R   | 1R |      |
| Wimbledon       | –    | 2R   | –  |      |
| US Open         | –    | 1R   | 1R |      |

### Vrouwendubbelspel
| toernooi        | 2021 |
| --------------- | ---- |
| Australian Open | –    |
| Roland Garros   | –    |
| Wimbledon       | –    |
| US Open         | 1R   |